# 국도 제104호선 (일본)

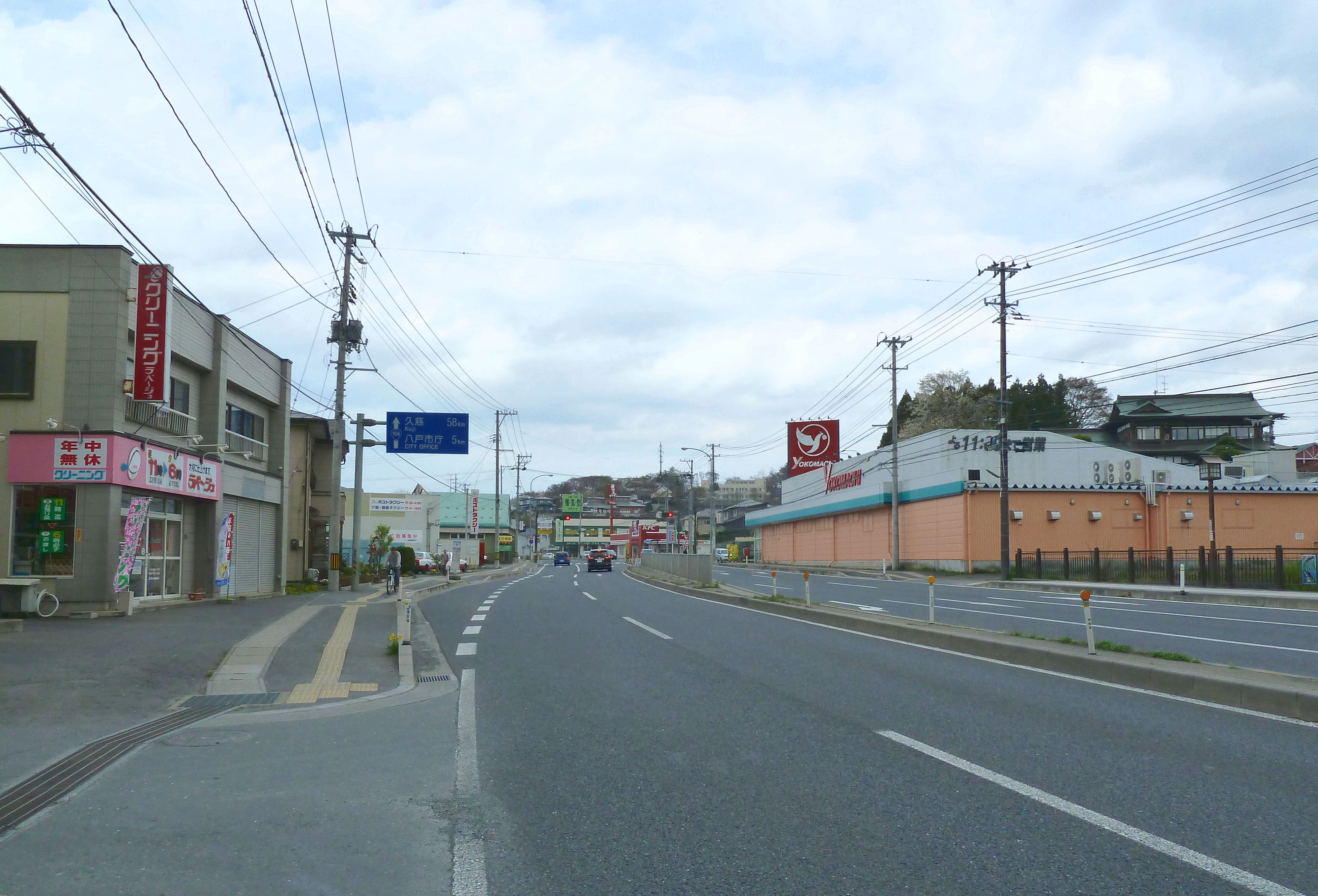
하치노헤시 중심부를 종주하고 있는 104번 국도

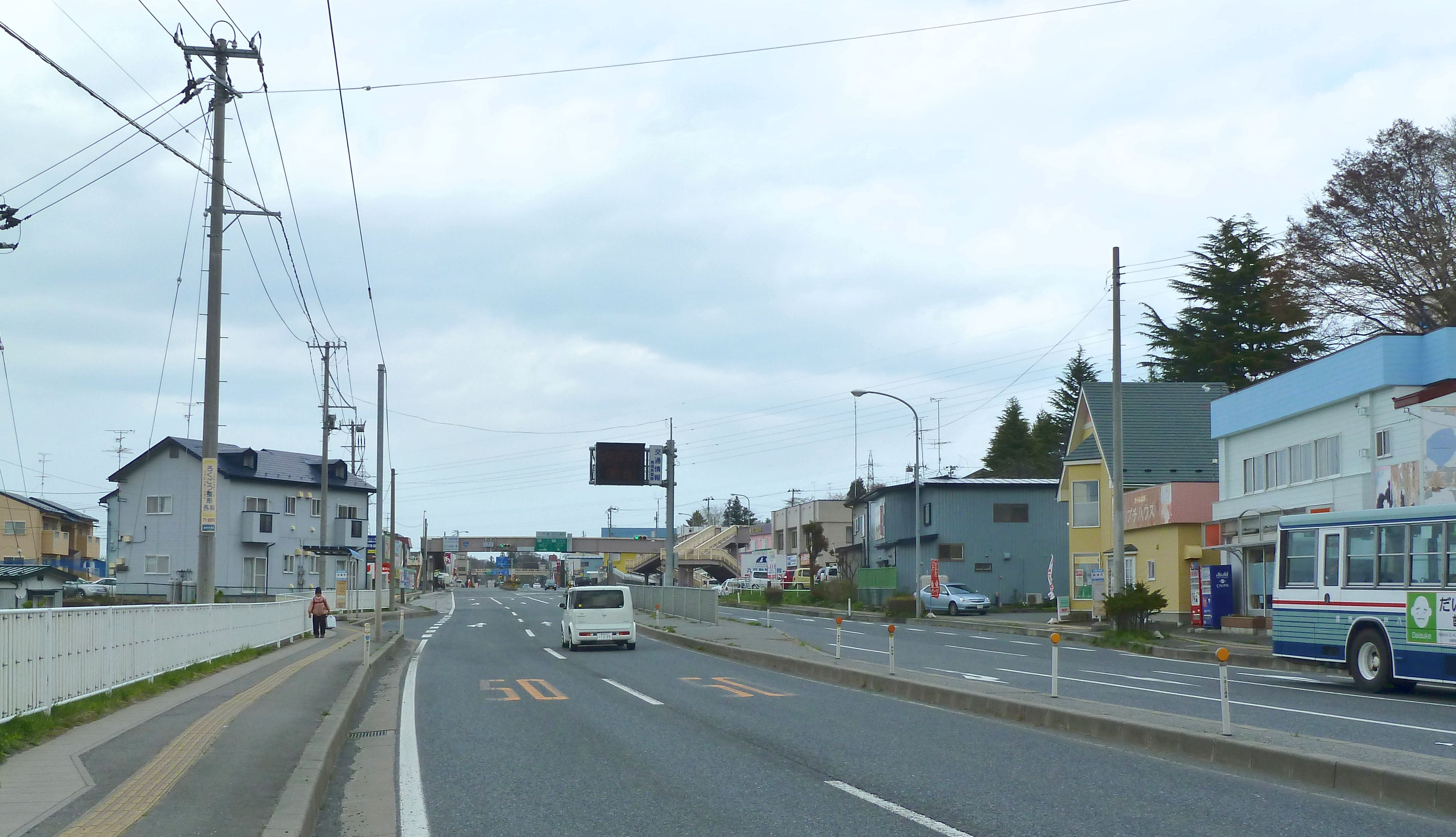
하치노헤시 중심부를 종주하고 있는 104번 국도

국도 제104호선(일본어: 国道104号)은 아오모리현 하치노헤시에서 아키타현 오다테시까지 이어지는 총 연장 126.3 km, 실제 연장 62.2 km, 현도 62.1 km의 거리를 가진 일본의 일반 국도이다. 

## 노선 정보
일반 국도의 노선을 지정하고 있는 정령에 의거한 기종점 및 경유지는 다음과 같다.
- 기점 : 하치노헤시 (시모나가 교차로 = 국도 제45호선의 교점, 국도 제454호선의 기점)
- 종점 : 오다테시 (다테하나 교차로 = 국도 제7호선의 교점, 국도 제103호선의 종점)
- 중요한 경과지 : 아오모리현 산노헤군 나가와정[1], 같은 군 산노헤정, 가즈노시
- 총 연장 : 126.3 km
- 중용 연장 : 64.1 km
- 실제 연장 : 62.2 km
  - 현도 : 62.1 km
  - 구도 : 0.1 km
  - 신도 : 없음
- 지정 구간 : 하치노헤시 나가나와시로 2초메 26-9 ~ 아오모리현 산노에군 산노에정 가와모리타 오시미즈 4-5

## 연혁
- 1953년 5월 18일 : 2급 국도 제104호 하치노헤 오다테 선으로 지정 시행
- 1965년 4월 1일 : 국도의 1, 2급 구분이 사라지고, 일반 국도 제104호선으로 전환

## 지리

### 통과하는 지자체
- 아오모리현
  - 하치노헤시 - 산노헤군 난부정 - 산노헤군 산노헤정 - 산노헤군 닷코정
- 아키타현
  - 가즈노시 - 오다테시

### 접촉하는 도로

#### 고속도로
- 도호쿠 자동차도
- 아키타 자동차도(일본어판, 중국어판)

#### 일반 국도
- 국도 제45호선
- 국도 제4호선
- 국도 제103호선
- 국도 제454호선 (일본)(일본어판)
- 국도 제282호선 (일본)(일본어판)
- 국도 제285호선 (일본)(일본어판)

#### 현도
- 아키타현도 제66호선
- 아키타현도 제102호선